# Portret van Pieter Cornelisz. Hooft
Portret van Pieter Cornelisz. Hooft is een schilderij naar Joachim von Sandrart in het Rijksmuseum in Amsterdam.

## Voorstelling
Het stelt het portret voor van de geschiedschrijver en dichter Pieter Corneliszoon Hooft. Hij is ten halven lijve afgebeeld. Met zijn rechterhand leunt hij op een tafel waarop een boek en een globe geplaatst zijn. Met zijn linkerhand, waarover hij een handschoen draagt, wijst hij naar de globe. Verder draagt hij een zwarte tabbaard met daar overheen een platte, witte kraag.

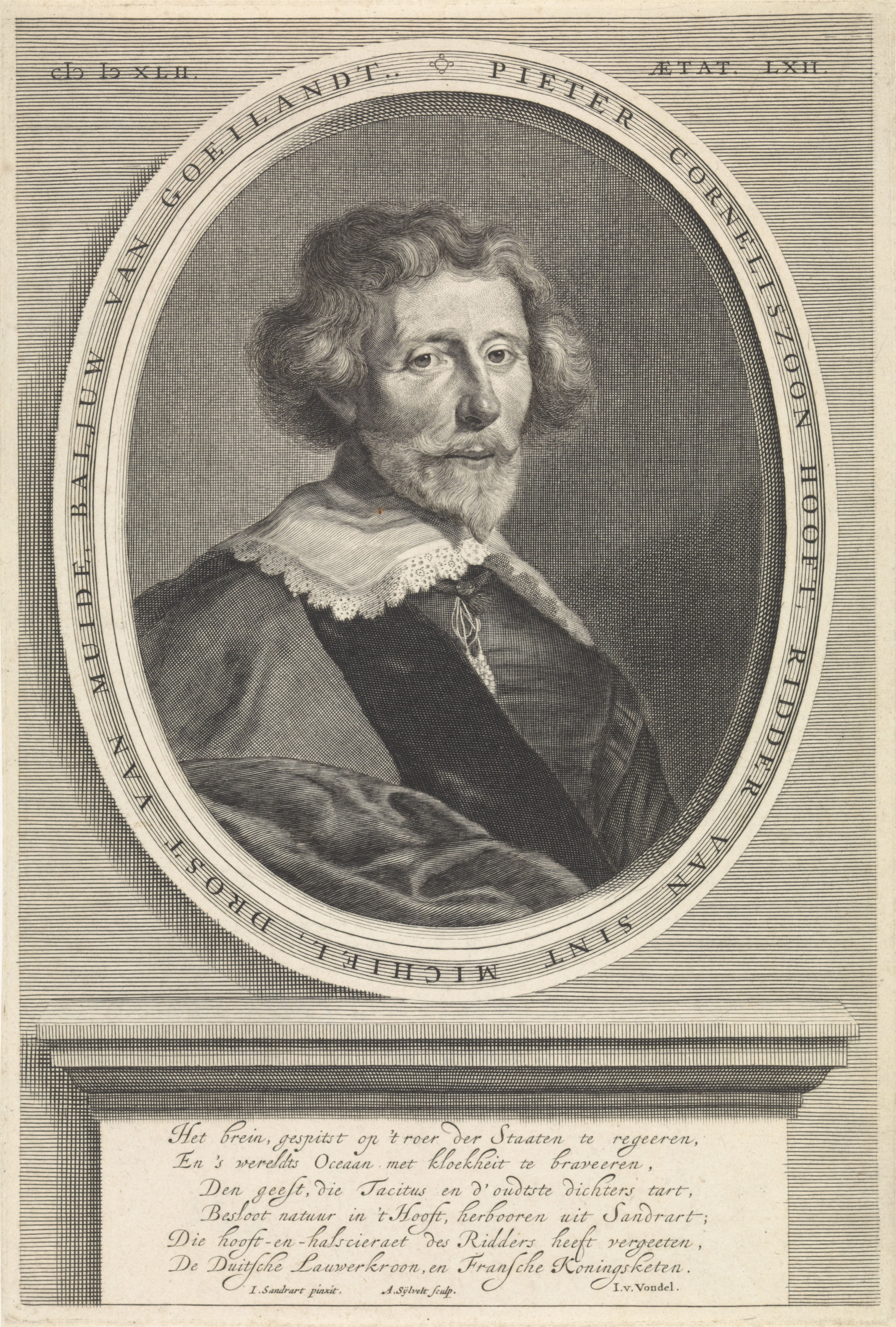
Anthony van Zijlvelt (naar Joachim von Sandrart). Portret van Pieter Cornelisz. Hooft. 1677. Amsterdam, Rijksmuseum.

## Toeschrijving en datering
Van dit portret bestaan naast het exemplaar in het Rijksmuseum nog twee andere exemplaren: één in het Amsterdam Museum en één in de Universiteit Leiden. Welke van deze het origineel is is onbekend. Volgens de website van het Rijksmuseum is het exemplaar in Leiden het origineel en volgens het RKD is het exemplaar in het Amsterdam Museum het origineel. Het exemplaar in het Rijksmuseum werd aanvankelijk ook aan Von Sandrart toegeschreven (1807), later aan Leonard Bramer (1809, 1830, 1839, 1858) en weer later aan Jurriaen Ovens als kopiist van Von Sandrart (1903, 1934). In 1904 vroeg kunsthistoricus Cornelis Hofstede de Groot zich af waarom juist Ovens de kopiist van dit portret moet zijn. Pas in 1976 werd de toeschrijving aan Ovens definitief verworpen.
Het portret werd in 1677 in prent gebracht door Anthony van Zijlvelt met alleen het hoofd van de geportretteerde in een ovaal en daaronder een gedicht door Joost van den Vondel. Volgens deze prent zou het origineel van 1642 dateren.

## Herkomst
Het werk werd op 11 augustus 1803 voor 17 gulden (als Abraham Bloemaert) gekocht door Temminck voor de Nationale Konst-Galerij, de voorloper van het Rijksmuseum Amsterdam.